# イフ…
ミュージカル・アドベンチャー『イフ…』-さよなら古城都- は宝塚歌劇団によって制作された舞台作品。24場。公演期間は1973年9月29日から10月30日まで。月組公演。併演は『秋の宝塚踊り』。

## 解説
※『宝塚歌劇100年史（舞台編）』の宝塚大劇場公演を参考にした。
古城都の宝塚サヨナラ公演。もし、色々な夢が叶うなら・・・という滑り出しから始まる。このショーでは古城は、男役、女役と早替わりの連続で、十五変化を見せるサービス。特に相手役だった初風諄とは、息の会ったところを見せた。

## スタッフ
- 構成・演出：岡田敬二[1]
- 作曲[1]・編曲[1]：吉崎憲治・中元清純・高井良純
- 音楽指揮・合唱指導：橋本和明[1]
- 振付[1]：岡正躬・佐々木和男・喜多弘・司このみ・中川久美
- 装置：大橋泰弘[1]
- 衣装：任田幾英[1]
- 照明：今井直次[1]
- 小道具：万波一重[1]
- 効果：川ノ上智洋[1]
- 音響監督：松永浩志[1]
- 演出補：草野旦[1]
- 演出助手[1]：村上信夫・三木章雄
- 制作：小辻糺[1]

## 主な配役
- 青年、ミヤコ王子、プリンス：古城都[2]
- 隣国の王女、リーザ、サヨナラの歌手：初風諄[2]
- 歌う王子、涙の歌手：大滝子[2]
- 涙のダンサー：榛名由梨[2]
- 歌手[2]：笹潤子・麻生薫・美里景
- 踊る女[2]：千草美景・愛みちる